# Arctic Village
Arctic Village è un census-designated place degli Stati Uniti d'America situato nella Census Area di Yukon-Koyukuk dello Stato dell'Alaska. Arctic Village è una entità nativa dello Stato dell'Alaska federalmente riconosciuta e idonea a ricevi servizi da parte del Bureau of Indian Affairs.

## Geografia fisica
Arctic Village si trova sulla riva orientale della biforcazione est del fiume Chandalar (affluente dello Yukon, a nord del Circolo polare artico. Il villaggio si trova presso il confine sud-occidentale dell'Arctic National Wildlife Refuge di cui ospita anche un mini-centro visitatori.
Arctic Village dispone di un piccolo aeroporto civile, il Arctic Village Airport, (codice IATA "ARC"), posto a meno di 2 km a sud ovest del centro abitato.

## Storia
L'area di Arctic Village è stata abitata sino dai tempi preistorici. In epoche più recenti la popolazione nomade di lingua athabaska dei Gwich'in utilizzava il sito di Arctic Village come luogo stagionale per le battute di caccia e pesca. All'inizio del XX secolo, con la disponibilità di armi da fuoco, portate dai coloni e cercatori d'oro europei, i Gwich'in si adattarono ad una vita più sedentaria. I primi residenti permanenti ad Arctic Village sono datati agli inizi del '900.
Nel 1943 venne creata la Riserva di Venetie (Chandalar Indian Reservation) nell'alta valle del fiume Chandalar.
In questa riserva i Gwich'in si stabilirono in due insediamenti: uno ad Arctic Village, nella parte settentrionale sulla biforcazione est del Chandalar, e uno a Venetie, più a sud, lungo il corso principale del Chandalar. I due villaggi sono governati indipendentemente l'uno dall'altro, ma sono federati per la gestione di aspetti di interesse comune sotto quello che viene chiamato Native Village of Venetie Tribal Government.
Nel 1971, a seguito di quanto previsto nell'Alaska Native Claims Settlement Act, la riserva fu abolita ma le comunità di Arctic Village e Venetie decisero di rinunciare all'indennizzo economico che spettava loro e mantennero la terra assegnandola al governo della struttura federata comune.